# Shawn Gulley
Shawn Tyrell Gulley (* 16. September 1993 in Berlin) ist ein deutsch-US-amerikanischer Basketballspieler.

## Laufbahn
Gulley, Sohn einer deutschen Mutter und eines US-amerikanischen Vaters, wuchs in Berlin auf und spielte in der Jugend von Alba Berlin. 2011 zog er mit seiner Mutter in den US-Bundesstaat Texas. Er spielte Basketball an der Clark High School in San Antonio und zwischen 2013 und 2015 am Temple College. Dort machte er insbesondere in der Saison 2014/15 mit herausragenden Durchschnittswerten (20,4 Punkte, 9,7 Rebounds je Begegnung) auf sich aufmerksam.
Gulley entschloss sich, den Schritt ins Profigeschäft zu wagen und kehrte nach Deutschland zurück, wo er im Spieljahr 2015/16 bei den Rostock Seawolves in der 2. Bundesliga ProB, der dritthöchsten deutschen Liga, unter Vertrag stand. Zu Beginn der Saison 2016/17 stand er in derselben Liga für die Licher BasketBären auf dem Feld, ehe er innerhalb der Liga zur BG Karlsruhe wechselte.
Im Sommer 2017 schloss Gulley sich dem ebenfalls in der 2. Bundesliga Pro B spielenden FC Schalke 04 an. Mit einem Punkteschnitt von 15,2 war er in der Saison 2017/18 zweitbester Schalker Korbschütze und mit 7,1 Rebounds pro Partie erfolgreichster S04-Rebounder. Mit den „Knappen“ erreichte er das ProB-Halbfinale, was nach dem Verzicht des Meisters Elchingen den Aufstieg in die 2. Bundesliga ProA bedeutete. Nach dem Aufstieg verlängerte Gulley seinen Vertrag bei Schalke 04 für die zweithöchste deutsche Liga. In der Vorbereitung auf das Spieljahr 2018/19 zog er sich allerdings einen Kreuzbandriss im rechten Knie zu und konnte in der gesamten Saison nicht spielen. Nach seiner Genesung wurde er für die Saison 2019/20 erneut von den Schalker Basketballern verpflichtet.
Mitte September 2020 wechselte er zum Drittligaverein SG ART Giants Düsseldorf. Mit 15,1 Punkten je Begegnung war Gulley im Spieljahr 2020/21 zusammen mit Andrius Mikutis zweitbester Korbschütze der Rheinländer.
Gulley verließ die Mannschaft 2021 und wurde in der Basketballspielart „3-gegen-3“ Mitglied einer in Düsseldorf ansässigen Mannschaft, die gleichzeitig als deutsche Nationalmannschaft fungiert. Mitte November 2022 wurde er von der BBG Herford (2. Bundesliga ProB) verpflichtet. In der Saison 2023/24, in der Gulley im Durchschnitt 21,2 Punkte je Begegnung erzielte, stieg er mit der BBG in die Regionalliga ab.
Im August 2024 wurde Gulley vom italienischen Viertligisten Virtus Basket Molfetta als Neuzugang vorgestellt.